# Водність річок
Во́дність річо́к — кількість води, що несуть річки за певний період часу (кілька років, рік, місяць, декаду, сезон). Залежить від фізико-географічних умов території, здебільшого від кліматичних (кількість опадів) та орографічних (форма рельєфу) факторів. 
На більшій частині рівнинних регіонів України водність річок найвища під час весняної повені (40—85% річного стоку), найнижча — під час літньо-осінньої та зимової межені. У гірських регіонах, де річки мають паводковий режим, розподіл стоку рівномірніший протягом року. 
Показники виводяться на основі регулярних гідрометричних спостережень. У таблиці наведено пересічний річний об'єм стоку деяких річок України (друга пол. 1980-х рр.).
| Річка             | Пункт спостереження | Об'єм стоку |
| Дніпро            | м. Київ             | 43,94 км³   |
| Дністер           | м. Заліщики         | 7,76 км³    |
| Тиса              | смт Вилок           | 6,72 км³    |
| Сіверський Дінець | с. Кружилівка       | 5,08 км³    |